# A Magyar Irodalom Jelesei
A Magyar Irodalom Jelesei egy magyar nyelvű szépirodalmi könyvsorozat az 1930-as évekből. A Singer és Wolfner Irodalmi Intézet Rt. gondozásban Budapesten sorozat kötetei többek közt a következők voltak:
- Csiky Mária: Koppány Erzsébet lázadása (1936)
- Eszterhás István: Forradalom I-II. (1938)
- Farkas Pál: Él az igazság
- Gulácsy Irén: Förgeteg
- Havas István: Van értelme az életnek… (1937)
- Matolcsy Andor: Valaki jön… (1935)
- Mosolygó mult
- Surányi Miklós: Húsvét Szent Ilonán (1938)
- Székely Tibor: Magányos úriember (1938)
- Terescsényi György: Lesz ahogy lesz (1932)
- Vitéz Somogyváry Gyula: Virágzik a mandula I-II. (1937)
- Zalai Szalay László: Zörgessetek (1937)
- Zsigray Julianna: Egy férfi - két nő (1937)